# 太陰病
太陰病是中醫學的病證名，傷寒六經病之一。主要臨床表現為腹滿而吐、食不下、自利益甚、時腹自痛、口不渴、舌苔白潤、脈遲緩。太陰病的性質為脾虛寒證，病機主要為脾胃虛寒、運化失職、升降不利。治療以溫法為主，禁用下法，以理中湯、四逆湯為主要方劑。足太陰脾經之氣旺於亥、子、丑三個時辰，此時太陰正氣來復，疾病有解除的可能。

## 主證
四逆輩，如：
- 理中湯
- 四逆湯

## 兼變證
- 太陰兼表證：桂枝湯，以芍藥、甘草為君
- 太陰腹痛證：桂枝加芍藥湯、桂枝加大黃湯
- 太陰發黃證

## 外部連結
- 四逆湯 中藥方劑圖像數據庫 (香港浸會大學中醫藥學院) （中文）（英文）
- 桂枝湯 中藥方劑圖像數據庫 (香港浸會大學中醫藥學院) （中文）（英文）